# ミッドナイト・イン・パリ
『ミッドナイト・イン・パリ』 (Midnight in Paris) は、2011年のパリで撮影したスペイン製作によるアメリカ映画。ウディ・アレンが脚本と監督を務め、第84回アカデミー賞で脚本賞を受賞した。

## あらすじ
2010年、ハリウッドの映画脚本家でありながらも、小説家を目指し処女小説の執筆に悪戦苦闘中のギル・ペンダー (オーウェン・ウィルソン) は婚約者のイネス (レイチェル・マクアダムス) とその裕福な両親とともにパリを訪れる。ギルはパリに住みたいとさえ考えているが、イネスはマリブに住むと言って聞いてくれない。2人はイネスの友人ポール (マイケル・シーン) と遭遇し、ともに街を回る。イネスはポールを気に入っているものの、彼が偉そうに語る歴史や芸術の薀蓄には間違いが多く、インテリぶったポールがギルにはどうにも鼻持ちならない。
ある夜の12時、ギルは酒に酔ったままパリの街をうろついていると、アンティークカーが止まり、車中の1920年代風ルネサンス期の格好をした男女がギルを誘う。そして向かったパーティには、コール・ポーター、F・スコット・フィッツジェラルドと妻ゼルダがいた。そのパーティはジャン・コクトーのパーティだった。そこでギルは、彼が黄金時代と評し、愛して止まない1920年代のパリに来ていたことに気づく。その後、フィッツジェラルド夫妻、ポーター夫妻と行ったクラブでは、ジョセフィン・ベイカーもいた。その後に、フィッツジェラルド夫妻と飲みに入ったバーでは、アーネスト・ヘミングウェイと出会う。ヘミングウェイに自分の小説を読んでくれないかともちかけたギルだったが、ヘミングウェイに「自分は読みたくないが、代わりにガートルード・スタインを紹介しよう」と言われ、舞い上がる。
次の夜、イネスを一緒に誘うが、真夜中になる前にイネスは「疲れた」と帰ってしまう。彼女が帰るやいなや、夜中の12時の鐘が鳴り、古いプジョーが現れた。今度はヘミングウェイが乗っていた。彼と一緒にスタインの家へ行くと、今度はそこにパブロ・ピカソとその愛人、アドリアナ（マリオン・コティヤール）がいた。スタインはピカソと彼の描いたアドリアナの肖像画について論議をかわしていた。そこで初めてアドリアナに会ったギルは、一目惚れしてしまう。
現代と1920年代を行き来しながら、婚約者イネスとの関係とアドリアナに魅かれる自分に悩むギル。しかし、シュルレアリストである、サルバドール・ダリ（エイドリアン・ブロディ）、ルイス・ブニュエルとマン・レイからは、「それはごく自然なことだ」と言われてしまい、ますます頭を抱える。
そして、ギルとアドリアナが初めてキスを交わした晩、2人の前に19世紀のベル・エポック時代を思わせる馬車が停まる。そのまま、更に1890年代ベルエポック期へとタイムスリップしてしまい、昔のパリ（ベルエポック期）が良かったと思っているアドリアナはこの時代に残ると言い出す。現在を生きている人は常に昔の栄光期に憧れると言い、なんとかアドリアナを説得しようと試みるも、ギルは元の世界に帰ると言い、二人はここで別れる。
その後、自分の小説の指摘をスタインに受け、その中でおかしなことは婚約者の浮気を見抜けないことはおかしいと言われる。それはいわゆる自分の婚約者のことだと思い、ホテルに戻りポールとイネスとの浮気を問い詰める。イネスはあっさり浮気を認め、パリに残ることを決意したギルは、恋人のイネスとも別れることを決意。
ホテルから追い出され、路上を歩いていると蚤の市で出会ったガブリエルと再会し、雨のなか傘をささずに街に消えていくところで物語はフィナーレを迎えるのであった。

## キャスト
| 役名                                   | 俳優                             | 日本語吹替   |
| -------------------------------------- | -------------------------------- | ------------ |
| ギル・ペンダー                         | オーウェン・ウィルソン           | 森川智之     |
| イネス                                 | レイチェル・マクアダムス         | 落合るみ     |
| ジョン                                 | カート・フラー                   | 楠見尚己     |
| ヘレン                                 | ミミ・ケネディ                   | えもりえりこ |
| ポール・ベイツ                         | マイケル・シーン                 | 山本兼平     |
| キャロル・ベイツ                       | ニーナ・アリアンダ               |              |
| 美術館の案内人                         | カルラ・ブルーニ                 | 高梨愛       |
| ワイン試飲する男                       | モーリス・ソネンバーグ           |              |
| 1920年代のパーティゴア                 | ティエリー・アンシス             |              |
| 1920年代のパーティゴア                 | ギヨーム・グイ                   |              |
| 1920年代のパーティゴア                 | オドレ・フルーロ                 |              |
| 1920年代のパーティゴア                 | マリ＝ソーナ・コンド             |              |
| コール・ポーター                       | イヴ・エック                     |              |
| ゼルダ・フィッツジェラルド             | アリソン・ピル                   |              |
| F・スコット・フィッツジェラルド        | トム・ヒドルストン               | 烏丸祐一     |
| ジョセフィン・ベーカー                 | ソニア・ロラン                   |              |
| アーネスト・ヘミングウェイ             | コリー・ストール                 | 小山力也     |
| フワン・ベルモンテ                     | ダニエル・ルント                 |              |
| 古物商人                               | ロラン・シュピールフォーゲル     |              |
| アリス・B・トクラス                    | テレーズ・ブル＝ルビンシュタイン |              |
| ガートルード・スタイン                 | キャシー・ベイツ                 | 西宏子       |
| パブロ・ピカソ                         | マルシャル・ディ・フォンソ・ボー | 松本忍       |
| アドリアナ                             | マリオン・コティヤール           | 渡辺美佐     |
| ガブリエル                             | レア・セドゥ                     |              |
| ジューナ・バーンズ                     | エマニュエル・ユザン             |              |
| サルバドール・ダリ                     | エイドリアン・ブロディ           | 大川透       |
| マン・レイ                             | トム・コルディエ                 |              |
| ルイス・ブニュエル                     | アドリアン・ドゥ・ヴァン         | 増元拓也     |
| 探偵デュリュック                       | セルジュ・バグダサリアン         |              |
| 探偵タスラン                           | ガッド・エルマレ                 |              |
| T・S・エリオット                       | デイヴィッド・ロウ               |              |
| アンリ・マティス                       | イヴ＝アントワーヌ・スポト       |              |
| レオ・スタイン                         | ロラン・クラレ                   |              |
| ベル・エポックのカップル               | サヴァ・ロロヴ                   |              |
| ベル・エポックのカップル               | カリーヌ・ヴァナス               |              |
| マキシムの女将                         | カトリーヌ・ベンギギ             |              |
| アンリ・ド・トゥールーズ＝ロートレック | ヴァンサン・マンジュ・コルテス   | 烏丸祐一     |
| ポール・ゴーギャン                     | オリヴィエ・ラブルダン           |              |
| エドガー・ドガ                         | フランソワ・ロスタン             |              |
| ヴェルサイユの王族                     | マリアンヌ・バズレール           |              |
| ヴェルサイユの王族                     | ミシェル・ヴィエルモーズ         |              |

## 製作

### 脚本
アレンは「パリの真夜中」というタイトルを思いつき、そこからプロットを構築していく方法を用いて脚本を執筆した。アレンは当初主人公ギルのキャラクターを東海岸のインテリとして描いていたが、ウィルソンが東海岸の人物に感じられなかったため、ギルをカリフォルニア出身という設定に改めた。アレンによるとウィルソンは自然な演技をする人で、「演技をしているのではなく、その場で喋っている人間のように感じられた」という。

### 配役
2009年6月、アレンはフランスのラジオでニコラ・サルコジ・フランス大統領夫人カーラ・ブルーニを映画に起用したいと話し、2009年11月、今度はブルーニが出演を依頼されたことを明かした。2010年2月、ウィルソンの出演が決まり、3月にコティヤールとマクアダムスの出演が報じられた。2010年5月25日、アレンはブルーニらの出演が正式に決まったことを示すキャストのリストを発表した。ウィルソンとマクアダムスがカップルとして共演するのは『ウェディング・クラッシャーズ』以来で、マクアダムスはこれを『ウェディング・クラッシャーズ』より「はるかに敵対的な関係」と説明している。

### 撮影
撮影は2010年7月5日にパリで始まった。アレンはあるシーンの撮影でブルーニがカメラを見続けることを繰り返したために彼女に30回以上のリテイクを課したとか、ブルーニのすべての出演シーンをレア・セドゥに替えて撮り直したと報じられたが、アレンやセドゥはこれらを完全に否定した。

## 公開
映画は2011年5月11日、第64回カンヌ国際映画祭のオープニング作品として初上映された。
アメリカでは2011年5月20日に6館で公開され、のちに最大1,038館まで拡大された。2011年7月17日、本作はインフレ率未調整の売上で『ハンナとその姉妹』の4,008万ドルを抜き、アレン作品で最も稼いだ映画となった。
なお、映画ポスターには、19世紀の画家ゴッホの『星月夜』が部分的に使用されている。

## 評価
本作は批評家から高い評価を集めた。映画のレビューを集積するウェブサイト『Rotten Tomatoes』は、193件のレビューに基づいて好意的な評価の割合を93%、評価の平均を7.8/10とし、批評家の総意を「彼の過去作品ほどの深さを誇るとはいえないかもしれないが、甘く感傷的な『ミッドナイト・イン・パリ』はウディ・アレンのファンを満足させるのに十分なほど可笑しくて魅力的である」と紹介している。これはアレンの監督作品では1994年の『ブロードウェイと銃弾』以来最も高い評価である。有力媒体の批評から100点満点の加重平均値を導くMetacriticは40件の批評を基に81という「全面的支持」の値を示している。

## 受賞とノミネート
| 賞                                 | 部門                                    | 対象 | 結果       |
| ---------------------------------- | --------------------------------------- | --- | ---------- |
| ハリウッド映画祭                   | 製作者賞                                | レッティ・アロンソン | 受賞       |
| ワシントンD.C.映画批評家協会賞     | 監督賞                                  | ウディ・アレン | ノミネート |
| ワシントンD.C.映画批評家協会賞     | 脚本賞                                  | ウディ・アレン | ノミネート |
| サンディエゴ映画批評家協会賞       | 作品賞                                  | 『ミッドナイト・イン・パリ』 | ノミネート |
| サンディエゴ映画批評家協会賞       | 監督賞                                  | ウディ・アレン | ノミネート |
| サンディエゴ映画批評家協会賞       | 脚本賞                                  | ウディ・アレン | ノミネート |
| サンディエゴ映画批評家協会賞       | アンサンブル演技賞                      | 『ミッドナイト・イン・パリ』 | ノミネート |
| サンディエゴ映画批評家協会賞       | 美術賞                                  | アン・セイベル | ノミネート |
| ヒューストン映画批評家協会賞       | 作品賞                                  | 『ミッドナイト・イン・パリ』 | ノミネート |
| ヒューストン映画批評家協会賞       | 監督賞                                  | ウディ・アレン | ノミネート |
| ヒューストン映画批評家協会賞       | 脚本賞                                  | ウディ・アレン | ノミネート |
| サテライト賞                       | 作品賞                                  | 『ミッドナイト・イン・パリ』 | ノミネート |
| サテライト賞                       | 監督賞                                  | ウディ・アレン | ノミネート |
| サテライト賞                       | 助演女優賞                              | レイチェル・マクアダムス | ノミネート |
| シカゴ映画批評家協会賞             | 脚本賞                                  | ウディ・アレン | ノミネート |
| セントルイス映画批評家協会賞       | 脚本賞                                  | ウディ・アレン | ノミネート |
| セントルイス映画批評家協会賞       | コメディ映画賞                          | 『ミッドナイト・イン・パリ』 | ノミネート |
| サウスイースタン映画批評家協会賞   | 脚本賞                                  | ウディ・アレン | 受賞       |
| フェニックス映画批評家協会賞       | 作品賞                                  | 『ミッドナイト・イン・パリ』 | ノミネート |
| フェニックス映画批評家協会賞       | 監督賞                                  | ウディ・アレン | ノミネート |
| フェニックス映画批評家協会賞       | 脚本賞                                  | ウディ・アレン | ノミネート |
| フェニックス映画批評家協会賞       | アンサンブル演技賞                      | 『ミッドナイト・イン・パリ』 | ノミネート |
| オースティン映画批評家協会賞       | 脚本賞                                  | ウディ・アレン | 受賞       |
| オンライン映画批評家協会賞         | 脚本賞                                  | ウディ・アレン | 受賞       |
| インターネット映画批評家協会賞     | コメディ映画賞                          | 『ミッドナイト・イン・パリ』 | 受賞       |
| セントラルオハイオ映画批評家協会賞 | 脚本賞                                  | ウディ・アレン | ノミネート |
| バンクーバー映画批評家協会賞       | 脚本賞                                  | ウディ・アレン | ノミネート |
| クリティクス・チョイス・アワード   | 作品賞                                  | 『ミッドナイト・イン・パリ』 | ノミネート |
| クリティクス・チョイス・アワード   | 脚本賞                                  | ウディ・アレン | 受賞       |
| クリティクス・チョイス・アワード   | コメディ映画賞                          | 『ミッドナイト・イン・パリ』 | ノミネート |
| ゴールデングローブ賞               | 作品賞 (ミュージカル・コメディ部門)     | 『ミッドナイト・イン・パリ』 | ノミネート |
| ゴールデングローブ賞               | 主演男優賞 (ミュージカル・コメディ部門) | オーウェン・ウィルソン | ノミネート |
| ゴールデングローブ賞               | 監督賞                                  | ウディ・アレン | ノミネート |
| ゴールデングローブ賞               | 脚本賞                                  | ウディ・アレン | 受賞       |
| 全米製作者組合賞                   | 作品賞                                  | 『ミッドナイト・イン・パリ』 | ノミネート |
| 全米監督協会賞                     | 監督賞                                  | ウディ・アレン | ノミネート |
| 全米映画俳優組合賞                 | キャスト賞                              | キャシー・ベイツ、エイドリアン・ブロディ、カーラ・ブルーニ、マリオン・コティヤール、 レイチェル・マクアダムス、マイケル・シーン、オーウェン・ウィルソン | ノミネート |
| 全米脚本家組合賞                   | 脚本賞                                  | ウディ・アレン | 受賞       |
| インディペンデント・スピリット賞   | 助演男優賞                              | コリー・ストール | ノミネート |
| インディペンデント・スピリット賞   | 撮影賞                                  | ダリウス・コンジ | ノミネート |
| アカデミー賞                       | 脚本賞                                  | ウディ・アレン | 受賞       |
| アカデミー賞                       | 作品賞                                  | レッティ・アロンソン、スティーヴン・テネンバウム | ノミネート |
| アカデミー賞                       | 監督賞                                  | ウディ・アレン | ノミネート |
| アカデミー賞                       | 美術賞                                  | アニー・シーベル、エレーヌ・デュブルイユ | ノミネート |